# Фёрст, Нейтан
Нейтан Фёрст (англ. Nathan Furst; род. 4 июля 1978) — американский кино- и телекомпозитор.
Нейтан Фёрст родился в семье Лоррейн (Райт) и актёра Стивена Фёрста. Женат на Бритлин Ли. Первым крупным проектом в карьере Фёрста была картина «Момент замешательства» (1998). Впоследствии он продолжил сочинять музыку для других фильмов, таких как трилогия «Бионикл» («Бионикл: Маска света», «Бионикл 2: Легенды Метру Нуи» и «Бионикл 3: В паутине теней») (2003-2005), «Через пыль к победе» (2005), «Озеро страха 2» (2007), «Озеро страха 3» (2010) и «Закон доблести» (2012). Среди его самых известных работ на телевидении были реалити-шоу «Реальный мир» (2008) и мультсериал «Макс Стил» (2000). Также он написал саундтрек к таким фильмам, как «В ожидании молнии» (2012), «Жажда скорости» (2014), «Холодная луна» (2016) и «На глубине 6 футов» (2017). Он часто сотрудничает с режиссёром Скоттом Во; Фёрст написал музыку ко всем его фильмам, начиная с «Закона доблести».
В 2017 году Фёрст выпустил саундтреки ка всем трём частям анимационной франшизы «Бионикл»; композитор причислил их к числу лучших работ из-за предоставленной ему творческой свободы.

## Фильмография
| Год  | Название                                                                  |
| ---- | ------------------------------------------------------------------------- |
| 1998 | Момент замешательства                                                     |
| 1999 | Большое пасхальное приключение малыша Хьюи                                |
| 2000 | Остановка с призраками                                                    |
| 2001 | Воспоминания Hollywood о Уолтере Маттау                                   |
| 2003 | Рождественские каникулы 2: Приключения кузена Эдди на необитаемом острове |
| 2003 | Бионикл: Маска света                                                      |
| 2004 | Бионикл 2: Легенды Метру Нуи                                              |
| 2005 | Бионикл 3: В паутине теней                                                |
| 2005 | Через пыль к победе                                                       |
| 2005 | BIONICLE: Shadow Play                                                     |
| 2006 | Извержение                                                                |
| 2006 | Хотя со мною никто не идёт                                                |
| 2006 | Тутанхамон: Проклятие гробницы                                            |
| 2006 | Василиск: Царь змей                                                       |
| 2006 | Игровой день                                                              |
| 2007 | Ловушка                                                                   |
| 2007 | Navy SWCC                                                                 |
| 2007 | Грендель                                                                  |
| 2007 | Друг семьи                                                                |
| 2007 | Азы убийства: Колледж — это смертельно                                    |
| 2007 | Озеро страха 2                                                            |
| 2007 | Рокси Хантер и секрет мрачного призрака                                   |
| 2008 | Рокси Хантер и миф о русалке                                              |
| 2008 | Рокси Хантер и секрет шамана                                              |
| 2008 | Рокси Хантер и ужасный Хэллоуин                                           |
| 2008 | Путешествие призрака                                                      |
| 2008 | Стая акул                                                                 |
| 2008 | Нашествие                                                                 |
| 2008 | Обещания                                                                  |
| 2009 | Родственный незнакомец                                                    |
| 2009 | Под новым руководством                                                    |
| 2010 | Въезжая                                                                   |
| 2010 | Озеро страха 3                                                            |
| 2010 | Making a Scene                                                            |
| 2011 | Рождественский роман                                                      |
| 2011 | Наследство                                                                |
| 2011 | Маскарад                                                                  |
| 2012 | Вкус романтики                                                            |
| 2012 | Закон доблести                                                            |
| 2012 | В ожидании молнии                                                         |
| 2012 | Клубничное лето                                                           |
| 2012 | Семилетняя задержка                                                       |
| 2013 | 12 раундов: Перезагрузка                                                  |
| 2014 | Need for Speed: Жажда скорости                                            |
| 2014 | The Date Escape                                                           |
| 2015 | Разговор                                                                  |
| 2016 | Атомная акула                                                             |
| 2016 | Холодная луна                                                             |
| 2017 | На глубине 6 футов                                                        |
| 2017 | Акулий трейлер-парк                                                       |
| 2018 | Проклятие ведьмы снов                                                     |
| 2021 | SNAFU                                                                     |